# 交響曲ヘ長調 (サン＝サーンス)
交響曲 ヘ長調（こうきょうきょく ヘちょうちょう）『首都ローマ』（Urbs Roma）は、カミーユ・サン＝サーンスがボルドーのサント＝セシル協会が主催した作曲コンクールへ応募するため、1856年に作曲した交響曲。1857年2月15日に初演された。

## 概要
サン＝サーンスは生涯に計5曲の交響曲を作曲しており、さらに少なくとも3曲を構想したという。そのうち第3番『オルガン付き』をはじめとする3曲に番号が振られており、その他に本作と15歳で作曲した交響曲 イ長調が存在する。従って、21歳で書かれたこの作品は作曲順でいえば3番目の作品にあたり、第2番よりも前の作品である。本作はボルドーとパリで演奏されて好評を博したものの、イ長調交響曲と同じくサン＝サーンスの生前には未出版のままとなった。
サン＝サーンスが本作を携えて臨んだコンクールは、19世紀フランスでは非常に裕福だったボルドーにおいて1843年創設のサント＝セシル協会が1853年から主催する大会だった。この時期のフランスで唯一安定して開催され、大規模作品を含む多様なジャンルの楽曲を受け付けていたこのコンクールは、依然として作曲家としての足場固めを必要としていたサン＝サーンスにとっては自身を売り込む格好の場であったのである。サン＝サーンスはこの大会で2回の優勝を手にしており、初回が1856年に本作での優勝、2度目は1863年の序曲『スパルタクス』によって勝ち取っている。
手稿譜への書き込みによると、曲は1856年6月2日から7月25日にかけて一気に書き上げられたらしい。受賞の報せは1857年1月26日に届けられた。受賞者には300フランの価値を有する金メダルが贈られ、慣例として協会の名誉会員の称号が与えられた。同年2月15日にはジュール・パドルーの指揮によってパリで全曲が初演され、続いて遅れて6月10日に行われたボルドーでの初演ではサン＝サーンス自身がタクトを握った。彼が指揮台に上がるのはこれが初めてだったという。
サント＝セシル協会のコンクールの応募作にはモットーが掲げられるのが常であった。本作も『首都ローマ』なる表題を掲げてはいるものの作品はこれといった筋書きを有しておらず、伝記作家のジャン・シャンタヴォワーヌは「多分に謎めいた表題」であると述べる。伝記や総譜にも手掛かりは残されていない。ただし、音楽的にはローマを想起させる部分があるという意見もみられる。
フランス国立図書館には本作の草稿が2種類保管されている。これは本作が賞を獲得したコンクールの大会規定により、受賞作の原稿を協会が保管することになっていたことに起因すると思われる。どちらが決定稿であるかは判然としないという問題があるものの、署名の存在から片方が作曲者自身の自筆譜であることは確実である。そこには日付とともに「交響曲第2番」と書き入れられており、構想時にはサン＝サーンスが本作を第2交響曲と考えていたことがわかる。この自筆譜は署名の方法に大会の規則に反する部分があることから提出された版ではないとみられるが、そこには『Urbs Roma』という表題がどこにも記されていない。一方、審査員が審査に用いた写譜には表題が大きく書き込まれている。

## 楽曲構成
全4楽章で構成される。演奏時間は40分強となっており、作曲者の交響曲の中で最長である。

### 第1楽章
Largo 4/4拍子 - Allegro 6/4拍子 ヘ長調
金管楽器がファンファーレを奏する序奏で開始する（譜例1）。弦楽器の合奏が次第に音量を増してアレグロの主部に入っていく。
譜例1
第1主題は13小節からなり、譜例2の上昇する分散和音とこの後に続く2分音符+4分音符のリズムは、楽章中で重要な役割を果たす。
譜例2
推移を経て変イ長調となると第2主題が提示される（譜例3）。
譜例3
第1主題を利用したコデッタが置かれ、提示部反復となる。展開部は第1主題に由来するアルペッジョとリズム要素によって進められていき、やがて低弦にスケールが差し込まれる。そのスケールを主題として4声のフガートが展開される。フガートの終わりには譜例1の序奏部ファンファーレが再び姿を現す。ここでファンファーレは2/2拍子によって書かれているが、サン＝サーンス自身は書簡の中で拍子が変わっていないかのように演奏されなくてはならない、と記している。再現部は提示部よりも短くまとめられ、次に置かれるラルゴで譜例1を回想する。4小節でアレグロへ戻るとコーダであり、第1主題を用いて簡潔に楽章をまとめる。

### 第2楽章
Molto vivace 2/2拍子 イ短調
サン＝サーンスはあえてスケルツォという呼称を避けており、この急速な楽章はスケルツォに代わるものとして位置づけられる。弦楽器と木管楽器のトリルに続いて主題が奏される（譜例4）。
譜例4
譜例4を用いたフガート様のパッセージも織り込んで進み、落ち着きのある新しい主題による中間エピソードへと入る。その後、冒頭主題が回帰して曲はトリオへと至る。イ長調のトリオは2つのフルートによる主題で始められる（譜例5）。この主題はさらに2回繰り返され、繰り返しのたびに異なる処理をされる。
譜例5
トリオを終えるとピウ・プレストのコーダとなり、譜例4が再現される。プレスティッシモに加速して譜例5をイ短調で振り返り、そのままの勢いで楽章を締めくくる。

### 第3楽章
Moderato assai serioso 4/4拍子 ヘ短調
5つの部分がロンド形式にみられるような調性配置で並べられている。まずチェロから主題が提示される（譜例6）。曲はこの旋律をオスティナートにして彩りを変化させていき、その様はベートーヴェンのピアノ協奏曲第4番や、サン＝サーンス自身の作品ではピアノ三重奏曲第1番に近いものとなっている。
譜例6
ヘ長調に転じ、弦楽器に伴われてクラリネットにより新しい抒情的な主題が出される（譜例7）。
譜例7
続いてヘ短調に戻って、フォルティッシモで譜例6のオスティナート音型による進行が継続する。ハ長調で譜例7が再び奏されるがわずか20小節で終わりを迎え、その最後のフレーズをヘ短調に持ち越す形で最後のセクションが始まる。低弦を主体に主題が再現されていき、最後は静かに幕が下ろされる。

### 第4楽章
Poco allegretto – Andante con moto 3/4拍子 ヘ長調
主題と6つの変奏で構成される変奏曲。まず弦楽器によって譜例8の主題が提示される。主題は非常に古典派志向的で、ハイドンやベートーヴェンを想起させる。
譜例8
第1変奏は第1楽章序奏部のファンファーレのリズムを引用する。第2変奏では9/8拍子に転じ、絶え間ない8分音符が無窮動風のリズム変奏を繰り広げる。第3変奏はメノ・モッソ、2/4拍子で優美な変奏である。リステッソ・テンポの第4変奏はヘ短調となり、付点のリズムを特徴とする。第5変奏は特殊で、2+3に分割された5/4拍子を取り、長さは20小節しかない。従って長大な最終変奏の序奏と看做すことができる。サン＝サーンスは書簡の中で、この変奏は細かい単位に分割されているように聞こえないように、また4分音符の音価は先行する変奏と同じになるように演奏する必要があると述べている。最終変奏はアンダンテ・コン・モートとなり、第1、第2ヴァイオリンが途切れることなく修飾的な音型を奏でる中、フルートとオーボエが主題を演奏する。最後に設けられたコーダでは木管楽器、次いで弦楽器を歌い継ぐ形で主題が回想される。さらに曲の終わりに、主題に関連したモチーフが新たに加わる（譜例9）。
譜例9
最後はトニック・ペダルの上に上行音階が幾重にも奏されていき、静かに全曲に終止符が打たれる。